# Естляндська губернія
Естляндська губе́рнія — одна з остзейських губерній Російської імперії з центром у місті Ревель. На сьогодні територія у складі Естонії.
Утворена 12 грудня 1796 року за адміністративною реформою перетворенням Ревельського намісництва.

## Адміністративний поділ
Губернія поділялась на 4 повіти:
- Везенберзький (або Вірляндський)
- Вейсенштейнський (або Єрвенський)
- Гапсальський (або Вікський)
- Ревельський (або Гаррієнський)

## Населення
Естляндська губернія (XLI, 115—120). — За остаточним підрахунком перепису 1897 р. в Естляндській губернії було 412716 мешканців, у тому числі в містах - 77081; з міст лише губ. м. Ревель мало 64572 меш., в інших їх не більше 6 тис. у кожному. Розподіл населення по повітах див. «Росія» (XXVII, 111). - Естонців, корінних мешканців краю, 365959; крім того в губернії жили: росіяни - 20899 (у м. Ревелі і в пов. Везенберзькому), німці - 16037 (у містах - 11712), шведи - 5768 (в Гапсальском пов.) й ін. Близько 90% всього населення належать до лютеранського сповідання, 9% до православ'я, ін. 1% євреї та ін. За даними центрального Стататистичного комітету в Естляндській губернії в 1905-1906 роках налічувалося 449400 меш., з них 81100 у містах. Естляндська губернія в 1905-6 роках сильно постраждала від політичних та аграрних хвилювань та пов'язаних з ними каральних експедицій.

## Історія
12 грудня 1796 року за адміністративною реформою Російської імперії була утворена Естляндська губернія шляхом переназви Ревельського намісництва.
В 1816 році відбулося скасування кріпацтва в Естляндській губернії стало важливим кроком на шляху звільнення селян, проте минуло ще декілька десятиліть, перш ніж вони отримали право набувати землю у власність.
1889 ознаменував собою початок політики русифікації. Через це багато правових інститутів балтійських німців були або скасовані або переведені на російську мову. Студенти кепсько сприйняли русифікацію програм, введених в 1890-ті роки. 
Під час російської революції 1905 року, естонці закликали до свободи преси і зборів, для загального права голосу, національної автономії. Естонські успіхи були мінімальні, але це була перша спроба просування національної державності. 
12 квітня  1917 року Тимчасовий уряд прийняв положення «Про автономію Естляндії», згідно з яким Вероскійський, Перновський, Феллінський, Езельський та Юр'ївський повіти, а також частина Валцького повіту були виділені з Ліфляндської губернії і передані Естляндській губернії.